# O dădacă plină de surprize
O dadacă plină de surprize (engleză: Keeping Mum) este un film britanic din 2005, o comedie neagră cu Rowan Atkinson, Kristin Scott Thomas, Maggie Smith și Patrick Swayze.

## Prezentare
În scena de deschidere, în timp ce tânăra gravidă Rosie Jones (Emilia Fox) călătorește cu trenul, din marele ei bagaj începe să curgă sânge. Când este interogată de către poliție, ea dezvăluie calm că cele două corpuri dezmembrate sunt ale soțului ei necredincios și amantei acestuia. Ea este apoi condamnată de către judecător (Roger Hammond) și închisă într-o unitate de mare securitate pentru criminalii nebunii care au comis crime cu o responsabilitate diminuată.
Patruzeci și trei de ani mai târziu, în satul Little Wallop, vicarul Walter Goodfellow (Rowan Atkinson) este foarte ocupat cu scrierea unei predici perfecte pentru o conferință, neavând nicio idee despre problemele din casa lui, printre care se numără nevoile sexuale neîmplinite ale soției sale  Gloria (Kristin Scott Thomas), care ulterior începe o aventură cu instructorul ei de golf, Lance (Patrick Swayze), natura rebelă a fiicei sale Holly (Tamsin Egerton) care își face în mod constant prieteni noi și fiul Petey (Toby Parkes) care este terorizat de către colegii săi de la școală. Totul se schimbă odată cu sosirea noii menajere, Grace  (Maggie Smith).

## Actori
- Rowan Atkinson ca reverendul Walter Goodfellow
- Kristin Scott Thomas ca Gloria Goodfellow
- Maggie Smith ca "Grace Hawkins"
- Patrick Swayze ca Lance
- Tamsin Egerton ca Holly Goodfellow
- Toby Parkes ca Petey Goodfellow
- Liz Smith ca dna. Parker
- Emilia Fox ca Rosie Jones
- James Booth ca dl. Brown – filmul a fost dedicat lui Booth, care a murit în anul în care filmul a apărut.
- Patrick Monckton ca Bob
- Rowley Irlam ca Ted
- Vivienne Moore ca dna. Martin

## Producție
Majoritatea filmărilor au fost realizate în satul St Michael Penkevil din Cornwall. Mai multe locuri din Insula Man au fost folosite pentru scenele filmate în afara localității. Filmările exterioare cu trenul au fost efectuate pe calea ferată North Yorkshire Moors, scena cu mașina care trece peste un pod mic în timp ce trenul trece a fost turnată chiar lângă localitatea Goathland (Aidensfield în Heartbeat).

## Primire
Recenziile totale de pe site-ul Rotten Tomatoes au arătat că 56% dintre critici au dat filmului calificative pozitive, lucru bazat pe 85 comentarii. Pe site-ul similar Metacritic, care atribuie un rating de până la 100 fiecărei recenzii, filmul a primit un scor mediu de 53/100 bazat pe 22 de recenzii.